# كريستيان بيركلاند
كريستيان أولاف برنارد بيركلاند (بالنرويجية: Kristian Birkeland)‏ وُلد في أوسلو (13 ديسمبر 1867م) وتوفي في طوكيو (15.يونيو 1917م) هو فيزيائي وبروفسور وعالِم من النرويج.
عمل بيركلاند بروفيسوراً وفيزيائياً في جامعه أوسلو، وكان باحثاً نشطاً في مجالات متعدده مع ما يقارب من السبعين من الأطروحات العلمية (معظمها بالفرنسية). وقد رُشّح لجائزة نوبل سبع مرات.

## جوائز
حصل على جوائز منها:
- جائزة فريتيوف نانسين للامتياز في فئة العلوم الطبيعية والرياضيات  [لغات أخرى]‏ (1908).